# Mario José Abdalla Saad
Mario José Abdalla Saad (Igarapava, 6 de agosto de 1950) é um médico, pesquisador e professor universitário brasileiro.
Comendador da Ordem Nacional do Mérito Científico e membro titular da Academia Brasileira de Ciências, é professor titular e livre-docente da Universidade de Campinas.

## Biografia
Mario nasceu na cidade de Igarapava, no interior de São Paulo, em 1956. É filho de Sami Abdalla Saad e Odette Mussi Saad. Na infância, a família se mudou para Minas Gerais, onde Mario cursou o ensino básico no Colégio Diocesano de Uberaba. Em 1874, ingressou no curso de medicina pela Faculdade de Medicina do Triângulo Mineiro. Na graduação, foi monitor de Bioquímica.
Graduou-se em 1979. Fez residência médica (1980-1982), mestrado (1983-1985) e doutorado (1985-1988) na Faculdade de Medicina de Ribeirão Preto da Universidade de São Paulo, sob orientação do professor Milton César Foss. Entre 1990 e 1992, fez estágio de pós-doutorado pela Harvard Medical School, no Centro Joslin de Diabetes, onde recebeu o Prêmio New Investigator Award da Associação Americana de Endocrinologia.
Em 1992, ingressou como professor da faculdade de medicina da Universidade de Campinas, de onde é professor titular e livre-docente. Foi diretor da faculdade de medicina entre 1998 e 2002. Foi membro da Coordenação de Saúde na FAPESP entre os anos de 1996 e 2006 e membro de comitê de Medicina no CNPq entre os anos de 2003 e 2005. Sua principal linha de pesquisa é sobre o mecanismo molecular de resistência à insulina.
É casado com a médica e pesquisadora da Universidade de Campinas, Sara Teresinha Olalla Saad, com quem tem duas filhas.